# 시클로포스파미드
시클로포스파미드(cyclophosphamide, CP, 다른 이름: cytophosphane 등)는 화학요법으로서, 또 면역억제제로서 사용되는 약물이다. 화학 요법으로서 림프종, 다발성 골수종, 백혈병, 난소암, 유방암, 소세포폐암, 신경모세포종, 육종을 치료하기 위해 사용된다. 면역 억제제로서 신증후군, 다발성 맥관염 동반 육아종, 그리고 잇따르는 장기 이식 및 기타 질환에 사용된다. 구강으로 또는 정맥 주사를 통해 투여된다.
대부분의 사람들이 부작용을 겪는다. 일반적인 부작용으로는 백혈구감소증, 식욕 부진, 구토, 탈모, 출혈성 방광염이 포함된다. 그 밖의 심각한 부작용으로는 암, 불임, 알레르기, 폐섬유증의 위험성 증가이다. 시클로포스파미드는 알킬화제 및 질소 머스터드계 약물에 속한다. DNA 복제, RNA 생성을 간섭함으로써 동작하는 것으로 간주된다.
시클로포스파미드는 1959년 미국에서 의학용으로 승인되었다. 의료제도에 필수적인 가장 효과적이고 안전한 의약품 목록인 WHO 필수 의약품 목록에 등재되어 있다. 개발도상국의 도매가는 1g 유리병 당 대략 US$3.65–14.30에 달한다. 영국에서 이 정도와 동등한 복용량에 대한 비용은 NHS 기준 약 17.06 파운드이다. 미국에서는 동일한 복용량으로 구강 기준으로 약 $19.56이다.